# Sugarhill Gang
The Sugarhill Gang er en amerikansk hip-hop og funkgruppe som er mest kendt for hittet Rapper's Delight, de udgav i 1979, der var det samme år som de debuterede. Medlemmerne er alle fra New York City og kalder sig selv for Wonder Mike, Big Bank Hank, og Master Gee. Trods deres aktualitet gennem næsten 30 år, har bandet kun fået udgivet 3 album, hvor det seneste Jump on It blev udgivet i 1999.
Meget af deres hit «Rapper's Delight» er taget fra rim-bogen til Caz (Casanova) fra Cold Crush Brothers.

## Diskografi
- Sugarhill Gang (1980)
- 8th Wonder (1982)
- Jump on It (1999)